# 克里斯级濒海任务舰
克里斯级濒海任务舰，又称马来短剑级濒海任务舰，是马来西亚皇家海军装备的一款巡邏艇，舰艇总长68.8米，满载排水量为700吨，马来西亚皇家海军称之为“濒海任务舰”（LMS），计划建造共18艘。截至2022年马来西亚已服役4艘。
马来西亚在2017年3月与中国船舶重工集团（CSIC）的贸易子公司签署价值11.7亿令吉（约2.65亿美元）的合同，采购4艘新型濒海任务舰。原计划前两艘由中方在2019年和2020年建造并交付，后两艘在马来西亚本土造船厂建造。后来马来西亚改变计划，要求所有4艘军舰全部在中国建造，以加速交付。
克里斯级濒海任务舰排水量约700吨，马方对其火力要求不高，舰载武器只配有一门30毫米口径舰炮以及若干挺机枪。不过因为是模块化设计，留有扩展接口，以后可以对其进行升级。其舰体融入低雷达截面的隐身设计，拥有一个直升机飞行甲板，主要用于执行水面、水雷作战，以及海上情报、监视、侦察等任务。
首舰克里斯号（KD Keris）在服役不久后就被发现传感器和作战系统存在缺陷，而系统是由中国提供。2023年4月，马来西亚皇家海军上将阿都拉曼阿育表示，本批次收到的濒海任务舰不符合马来西亚皇家海军的要求标准，将重新采购另一批次。

## 本级舰
本批濒海任务舰各舰皆以马来民族武器命名，即马来短剑克里斯（Keris）、菲律宾短剑巽当（Sundang）、武吉士短剑峇狄（Badik），以及亚齐短剑仁冲（Rencong）。
| 舷号 | 舰名                  | 建造厂家         | 铺设龙骨       | 下水           | 服役时间       | 归属                     | 母港   | 状态   |
| ---- | --------------------- | ---------------- | -------------- | -------------- | -------------- | ------------------------ | ------ | ------ |
| 111  | 克里斯号 （KD Keris） | 中国船舶重工集团 | 2018年10月23日 | 2019年4月5日   | 2020年1月6日   | 馬來西亞皇家海軍第11艦隊 | 实邦加 | 服役中 |
| 112  | 巽当号 （KD Sundang） | 中国船舶重工集团 | 2018年10月23日 | 2019年7月12日  | 2021年3月5日   | 馬來西亞皇家海軍第11艦隊 | 实邦加 | 服役中 |
| 113  | 峇狄号 （KD Badik）   | 中国船舶重工集团 | 2019年9月18日  | 2020年10月30日 | 2021年10月22日 | 馬來西亞皇家海軍第11艦隊 | 实邦加 | 服役中 |
| 114  | 仁冲号 （KD Rencong） | 中国船舶重工集团 | 2019年9月18日  | 2020年12月16日 | 2022年1月28日  | 馬來西亞皇家海軍第11艦隊 | 实邦加 | 服役中 |